# بيت وليامز (كرة سلة)
بيت وليامز (بالإنجليزية: Pete Williams) مواليد 10 مارس 1965 في كاليفورنيا، هو لاعب كرة سلة أمريكي معتزل. بدأ مسيرته الاحترافية في سنة 1985. تم اختياره من قبل فريق دنفر ناغتس خلال الدرافت. يبلغ طوله 6 قدم 7 بوصة (2.0 م). اعتزل اللعب في 1999.

## المسيرة الاحترافية
لعب مع دنفر ناغتس من سنة 1985 إلى 1987، ثم لعب مع فنربخشة لكرة السلة في الدوري التركي من سنة 1987 إلى 1989، ثم لعب مع غلطة سراي لكرة السلة في موسم 1989–1990، ثم لعب مع نادي طوفاس الرياضي في الدوري التركي من سنة 1990 إلى 1993، ثم لعب مع أولكرسبور من سنة 1993 إلى 1997.

## روابط خارجية
- بيت وليامز على موقع إن بي أي (الإنجليزية)
- بيت وليامز على موقع سبورتس رفرنس (الإنجليزية)
- بيت وليامز على موقع كلية كرة السلة في سبورتس رفرنس.كوم (الإنجليزية)
- بيت وليامز على موقع ريلجم (الإنجليزية)
- بيت وليامز على موقع بروبوليرز (الإنجليزية)